# Sandra Rehder
Sandra Rehder (San Rafael, Provincia de Mendoza, Argentina, 1 de julio de 1967) es una cantante, poeta y productora argentina, residente en Barcelona (Cataluña, España) desde 2001.

## Trayectoria artística
Sandra Rehder empezó los estudios musicales (guitarra clásica) en 1986 con el maestro Arturo Quintero]. Desde 1997 estudia canto, eutonía, expresión corporal e interpretación musical. En Barcelona ha seguido clases de canto en L'Estudi con Montserrat Benet y desde 2003 con Maggie Garbino, Carme Canela y Pablo Giménez, así como de armonía con Pablo Logiovine. Luego con Helen Rawson (Nivel 1, Voice Craft). Considerada uno de los referentes de tango más importantes en Barcelona, donde desarrolla una intensa actividad como cantante y productora. 
Se destacan sus conciertos: "Intensotango" (2007) y "Tributo a Astor Piazzolla” (2011) en L'Auditori de Barcelona. Con el quinteto de Silvio Zalambani en Teatro Dante Alighieri y Rocca Brancaleone de Ravenna, Teatro Rossini de Lugo di Romagna, Der Haus Kultur de Bolzano y  Teatro de Mestre de Venecia,  23º Festival Internacional de Tango de Granada, España, 9ª Cumbre Mundial de Tango en Senaïjoki  en Finlandia, entre otros. 
Con Pablo Mainetti y César Angeleri presentó su disco "Tercera Patria" en el 22º Festival de Guitarra de Barcelona (Sala Luz de Gas); con Euclydes Mattos "Raíces y alas" al San Miguel Festival Mas i Mas (Sala de Cámara del Palau de la Música de Barcelona). En 2010 fue seleccionada por el programa Diversons (Obra Social La Caixa) para una gira de 20 conciertos en toda España. Presentó "Tangos de la Resistencia" en el Teatro Akademia, 18º Festival BarnaSants (Luz de Gas), Auditori Barradas y en el Centro Cultural del Born de Barcelona. 
Compuso letras de tangos y milongas para su proyecto «Tango Contemporáneo en Catalunya», auspiciado por  Consell Nacional de la Cultura i les Arts (ConCa). Musicalizó poemas de Joan Margarit y José Agustín Goytisolo. En 2013 la Editorial Gorbs editó "En Contra Dos", poemario que comparte con el escritor Alejandro Crimi.
Cantante solista de la Orquesta de Acordeones de Sabadell en 2014, con quienes grabó el disco "De París a Buenos Aires",  bajo la dirección de Miquel Ángel Maestro. Con presentaciones en el Amfiteatre Fundació Caixa Sabadell, XV Festival de Acordeón de Lasarte-Oria, País Vasco; Casa Domenech de la Seu d'Urgell, Teatre Kursaal de Manresa y Andorra.
En 2017 presentó su último disco "Canción maleva" en La Nau, Festival BarnaSants en el Casinet d'Hostafrancs, sala Jamboree, Castillo de Santa Catalina, Cádiz y en gira por Suiza en las ciudades de Berna, Neuchâtel y Lucerna. En 2018 El proyecto "Oceánico" fue seleccionado por el programa de Ayudas de la Fundación SGAE en la categoría Creación de Músicas Populares. 
En 2019 giró por Suiza con conciertos en Freienwil, Rorboz,  St. Gallen, Olten y Berna. Fue invitada a participar en el 12nd International Music Festival “Sharq Taronalari” (Melodies of Orient, 2019) en  Samarkanda, Uzbekistán. En 2019 editó su segundo libro de poemas "Amores licuados" (Libros de Ida y Vuelta) con ilustraciones de Javi Hernández.
Con la pianista Elbi Olalla compartió "Proyecta Tango", al que se sumó la violinista Olvido Lanza con presentaciones en Teatro Leal de Tenerife, Jamboree Jazz, Terrats en Cultura, Cafè Palau del Palau de la Música, entre otros.
Profesionalmente ha colaborado con diversos músicos en diferentes espectáculos,  entre otros artistas como Horacio Fumero, Quinteto El Después de Víctor Hugo Villena, Pablo Mainetti, César Angeleri, Marcelo Mercadante, Gustavo Battaglia, Euclydes Mattos, Horacio Fumero, Silvio Zalambani, Pablo Giménez, Pablo Cruz, Manu Estoa, Pablo Logiovine, Escolaso Tango Trío, Salvador Toscano, Daniel Levy, Mary Freiburghaus, Vicent Millioud, Carlo Lang, Carlos Morera, Gabriel Rivano, Trío de Guitarras Escolaso, Garufa Trío, Pablo Fraguela y Quinteto La Grela, Sergio Menem, Pablo Logiovine, Álvaro Pérez, Fulvio Paredes, Raúl Carnota, Rubén Martínez, Rudi Flores, Moscato Luna, Pablo Martorelli, Bernardo Ríos entre otros.
En 2022 presentó su disco Gran reserva.  En 2024 y tras una gira por Argentina, prosigue con sus presentaciones de Proyecta Tango con Elbi Olalla, así como del espectáculo Tango Suite (Homenaje a Julio Cortázar) junto a la guitarra de Nico Pérez.

## Discografía[9]
- En el nombre del tango. 2001.
- Bajo la piel. 2004.
- El exilio de nosotros. 2007.
- Tercera patria (Acqua Records). 2010.
- La espada de los pájaros, con Euclydes Mattos (Nómada 57, Barcelona). 2011.
- Nostalgia del presente, con Silvio Zalambani y Grupo Candombe (Borgatti Edizione Musicali, Italia). 2011.
- Umbrales, con Gustavo Battaglia. 2014.
- Canción maleva (Icaria, 2017).
- Suerte loca (Rock CD, 2020)  Seleccionado por la Revista Diariofolk, entre los treinta mejores discos del 2020.
- Gran reserva (Acqua Records, 2022).